# Società Sportiva Formia 1980-1981
Questa voce raccoglie le informazioni riguardanti la Società Sportiva Formia nelle competizioni ufficiali della stagione 1980-1981.

## Rosa
| N. |                   | Ruolo | Calciatore           |
| -- | ----------------- | ----- | -------------------- |
|    | Italia (bandiera) | C     | Antonino Arena       |
|    | Italia (bandiera) | A     | Giuseppe Capodiferro |
|    | Italia (bandiera) | C     | Andrea Chiappini     |
|    | Italia (bandiera) | D     | Marco Cianetti       |
|    | Italia (bandiera) | D     | Sergio D'Acunto      |
|    | Italia (bandiera) | D     | Giovanni Di Tommeso  |
|    | Italia (bandiera) | P     | Renzo Evangelista    |
|    | Italia (bandiera) | A     | Andrea Evangelisti   |
|    | Italia (bandiera) | D     | Carmine Falso        |
|    | Italia (bandiera) |       | Gargano              |
|    | Italia (bandiera) | C     | Marcello Giudici     |
|    | Italia (bandiera) | C     | Franco Guadagni      |

| N. |                   | Ruolo | Calciatore       |
| -- | ----------------- | ----- | ---------------- |
|    | Italia (bandiera) | C     | Luigi Iodice     |
|    | Italia (bandiera) | C     | Raffaele Manna   |
|    | Italia (bandiera) | A     | Paolo Mazza      |
|    | Italia (bandiera) |       | Mazzarella       |
|    | Italia (bandiera) | D     | Moreno Michelini |
|    | Italia (bandiera) | C     | Vincenzo Parisi  |
|    | Italia (bandiera) |       | Picano           |
|    | Italia (bandiera) | A     | Michele Riviello |
|    | Italia (bandiera) | D     | Alberto Russo    |
|    | Italia (bandiera) | A     | Bruno Sardelli   |
|    | Italia (bandiera) | A     | Nicola Sessa     |
|    | Italia (bandiera) |       | Tocci            |